# Hamengkubuwono V
Hamengkubuwono V (Yogyakarta, 24 gennaio 1820 – Yogyakarta, 5 giugno 1855) è stato un sovrano indonesiano.
Fu il quinto sultano di Yogyakarta.

## Biografia
Figlio del sultano Hamengkubuwono IV, alla morte prematura di questi gli succedette come sultano di Yogyakarta all'età di soli tre anni. Ad ogni modo la sua posizione richiedeva un consiglio di reggenza che, inizialmente, venne diretto dal bisnonno Hamengkubuwono II che poi finì per deporre il pronipote e proclamarsi personalmente sovrano.
Il 2 gennaio 1828, alla morte di Hamengkubuwono II, il principe Hamengkubuwono aveva ormai sette anni e venne considerato sufficientemente autonomo da potergli succedere al trono. Venne reinstallato al trono il 17 gennaio di quello stesso anno, dopo che il governo olandese ebbe dato il proprio consenso e proposto un consiglio di reggenza composto per la metà da consiglieri scelti dal sovrano dei Paesi Bassi. Tale consiglio operò stabilmente sino al 26 novembre 1836, giorno in cui il quindicenne sultano venne proclamato in grado di governare autonomamente Yogyakarta.
Come gli altri principi indonesiani, anche Hamengkubuwono V era poligamo e sposò in prime nozze Gusti Kanjeng Ratu Kinchana, una nipote di suo nonno, il 4 novembre 1834, ma il matrimonio non diede eredi e terminò con un divorzio nel 1847. La coppia non ebbe figli. Si risposò poi con Bandara Radin Ayu Devaningsih (ribelle e poi bandita nel 1883) e con Bandara Radin Ajeng Andaliya, oltre che con Bandara Radin Ayu Panukmavati e Bandara Radin Ayu Ratna Sri Wulan. Pur avendo avuto dai successivi matrimoni il tanto desiderato erede al trono, il primogenito Gusti Radin Mas Muhammed nacque il 17 giugno 1855, ovvero quindi dodici giorni dopo la morte di suo padre e pertanto non gli fu permesso di succedere secondo le regole del trono di Yogyakarta che prevedevano che lo stesso non potesse essere mai vacante. Sarà proprio questo figlio ad organizzare nel 1883 una rivolta appoggiata da sua madre nel tentativo di spodestare suo zio, Hamengkoeboewono VI, succeduto al trono dopo la morte di suo padre, venendo poi esiliato a Menado nell'aprile di quello stesso anno.
Hamengkoeboewono V morì nel palazzo il 5 giugno 1855. Gli succedette il fratello minore e venne sepolto nel mausoleo della sua famiglia presso il monte Imagiri.